# Clubiona eskovi
Clubiona eskovi là một loài nhện trong họ Clubionidae.
Loài này thuộc chi Clubiona. Clubiona eskovi được miêu tả năm 1995 bởi Mikhailov.